# 카트린 크라베
카트린 크라베(Katrin Krabbe, 1969년 11월 22일~ )는 독일의 육상 선수이다. 1988년 서울 올림픽에서는 동독의 선수로 출전하였다.
노이브란덴부르크에서 태어난 크라베는 1990년 스플리트에서 열린 유럽 선수권 대회에서 100m와 200m를 재패한 성공적 육상 선수였다. 이듬해 도쿄에서 열린 세계 육상 선수권 대회에서도 똑같은 타이틀을 유지하였다.
클렌부테롤을 복용한 이유로 3년 동안 출전을 정지당하였으며, 결국 육상 경력을 끝내고 말았다.